# Ornette Coleman
Randolph Denard Ornette Coleman (født 9. marts 1930 i Texas, død 11 juni 2015 i New York) var en amerikansk jazz-saxofonist, komponist og orkesterleder.
Han havde svært ved at slå igennem, mange musikere opfattede ham nærmest som respektløs, uskolet eller slet og ret primitiv. I 1958 blev nogle etablerede jazzmusikere, bl.a. John Lewis, dog opmærksomme på hans spil.
Hans højst personlige sange udgør effektive affyringsramper for musikernes improvisationer.
Han fremtrådte også som trompetist og violinist med forskellige besætninger på koncerter og plader i USA og Europa.
I 1975 dannede han et elektrisk ensemble, Prime Time, og har senere spillet på festivaler og koncerter med bl.a. sin søn, trommeslageren Denardo Coleman født i 1956.

## Hæder
- Down Beat Jazz Hall of Fame, 1969
- MacArthur Fellowship, 1994
- Praemium Imperiale, 2001
- Dorothy and Lillian Gish Prize, 2004[2]
- Honorary doctorate of music, Berklee College of Music, 2006[3]
- Grammy Lifetime Achievement Award, 2007
- Pulitzer Prize for music, 2007[4]
- Miles Davis Award, Montreal International Jazz Festival, 2009[5]
- Æresdoktor ved Graduate Center, CUNY, 2008[6][7]
- Honorary doctorate of music, University of Michigan, 2010[8]

## Diskografi

### Som bandleder

#### Studiealbums
- 1958: Something Else!!!! (Contemporary, 1958)
- 1959: Tomorrow Is the Question! (Contemporary, 1959)
- 1959: The Shape of Jazz to Come (Atlantic, 1959)
- 1959: Change of the Century (Atlantic, 1960)
- 1961: This Is Our Music (Atlantic, 1961)
- 1960: Free Jazz (Atlantic, 1961)
- 1961: Ornette! (Atlantic, 1962)
- 1961: Ornette on Tenor (Atlantic, 1962)
- 1965: Chappaqua Suite (Columbia, 1966)
- 1966: The Empty Foxhole (Blue Note, 1966)
- 1968: New York Is Now! (Blue Note, 1968)
- 1968: Love Call (Blue Note, 1971)
- 1971: Science Fiction (Columbia, 1972)
- 1972: Skies of America (Columbia, 1972)
- 1973-75: Dancing in Your Head (A&M, 1977)
- 1977: Soapsuds, Soapsuds (Artists House, 1977)
- 1976: Body Meta (Artists House, 1978)
- 1979: Of Human Feelings (Antilles, 1982)
- 1985: Song X (Geffen, 1986)
- 1987: In All Languages (Caravan of Dreams, 1987)
- 1988: Virgin Beauty (Portrait, 1988)
- 1992: Naked Lunch with Howard Shore, The London Philharmonic Orchestra (Milan, 1992) – soundtrack
- 1995: Tone Dialing (Harmolodic/Verve, 1995)
- 1996: Sound Museum: Hidden Man (Harmolodic/Verve, 1996)
- 1996: Sound Museum: Three Women (Harmolodic/Verve, 1996)

#### Livealbums
- Town Hall, 1962 (ESP Disk, 1965) – rec. 1962
- At the "Golden Circle", Vol. 1 & 2 (Blue Note, 1966) – rec. 1965
- An Evening with Ornette Coleman (Polydor International, 1967) – rec. 1965
- The Music of Ornette Coleman - Forms & Sounds (RCA Victor, 1967)
- Ornette at 12 (Impulse!, 1968)
- Friends and Neighbors: Live at Prince Street (Flying Dutchman, 1972) – rec. 1970
- Crisis (Impulse!, 1972) – rec. 1969
- Opening the Caravan of Dreams (Caravan of Dreams, 1985)
- Prime Design/Time Design (Caravan of Dreams, 1985)
- Jazzbühne Berlin '88 (Repertoire, 1990) – rec. 1988
- The Belgrade Concert (Jazz Door, 1995) – rec. 1971
- Colors: Live from Leipzig (Harmolodic/Verve, 1997) – rec. 1996
- The Love Revolution (Gambit, 2005) – rec. 1968; music previously issued on Live In Milano 1968 and The Unprecedented Music of Ornette Coleman
- Sound Grammar (Sound Grammar, 2006) – rec. 2005
- Live in Paris 1971 (Jazz Row, 2007) – rec. 1971
- New Vocabulary (System Dialing, 2014) - rec. 2009

#### Opsamlingsalbum
- The Art of the Improvisers (Atlantic, 1970) – rec.1959-61
- Twins (Atlantic, 1971) – rec.1961
- To Whom Who Keeps a Record (Atlantic, 1975) – rec.1959-60
- Who's Crazy? Vol. 1 & 2 (Atmosphere, 1979) – rec.1966
- Broken Shadows (Columbia, 1982) – rec.1971
- Beauty Is a Rare Thing (Rhino/Atlantic, 1995)
- The Complete Science Fiction Sessions (Columbia, 2000)
- The Ornette Coleman Legacy (Atlantic, 2018) – rec.1960-61

### Som medvirkende
Med Paul Bley
- 1958: Live at the Hilcrest Club 1958 (Inner City, 1976)
- 1958: Coleman Classics Volume 1 (Improvising Artists, 1977)

Med Charlie Haden
- 1976: Closeness (Horizon, 1976)
- 1976: The Golden Number (A&M, 1977)

Med Jamaaladeen Tacuma
- 1983–84: Renaissance Man (Gramavision, 1984)
- 2010: For the Love of Ornette (Jazzwerkstatt, 2010)

Med andre
- Geri Allen, Eyes in the Back of Your Head (Blue Note, 1997)
- Louis Armstrong, Louis Armstrong and His Friends (Flying Dutchman/Amsterdam, 1970)
- Joe Henry, Scar (Mammoth, 2001)
- Jackie McLean, New and Old Gospel (Blue Note, 1968) – rec. 1967
- Yoko Ono, Yoko Ono/Plastic Ono Band on the track "AOS" (Apple, 1970)
- Lou Reed, The Raven (RCA, 2003)
- Gunther Schuller, Jazz Abstractions (Atlantic, 1960)
- Bob Thiele, Head Start (Flying Dutchman, 1967)
- James Blood Ulmer, Tales of Captain Black (Artists House, 1978)
- Sonny Rollins, Road Shows, Vol. 2 (Doxy, 2011)